# Kayoko Shimizu
Kayoko Shimizu (清水嘉与子, Shimizu Kayoko), née le 9 novembre 1935, est une femme politique japonaise, représentant le Parti libéral-démocrate à la Chambre des conseillers du Japon . Elle est également nommée au poste de Directrice de l'agence pour l'Environnement, au sein des gouvernements Mori et Obuchi.

## Jeunesse et carrière pré-électorale
Shimizu naît le 9 novembre 1935, à Tokyo. Elle est diplômée en 1958 du département d'hygiène et de soins infirmiers de la faculté de médecine de l'université de Tokyo. Elle devient l'infirmière en chef de l'hôpital Kanto Teishin (en) en 1967, et obtient en parallèle le poste de professeur en soins infirmiers à l'université de Tokyo l'année suivante.
Elle rejoint en 1970 l'administration des soins infirmiers du ministère de la Santé, du Travail et du Bien-être social. Déjà confrontée à la pénurie des infirmières dans les hôpitaux japonais, elle est alors confrontée aux difficultés législatives. Elle décide alors de s'engager en politique, afin de faire évoluer la situation, de faciliter l'embauche d'infirmières, mais également de mieux reconnaître leurs compétences.

## Carrière électorale
Elle est élue pour la première fois en juillet 1989 à l'issue des élections à la Chambre des conseillers du Japon de 1989 (en), où elle reçoit l'investiture du Parti libéral-démocrate pour la représentation proportionnelle. L'année suivante, elle devient présidente du Bureau des Femmes du PLD. Elle est réélue à son poste lors des élections à la Chambre des conseillers du Japon de 1995 (en).
Elle est nommée en octobre 1999 au poste de Directrice de l'agence pour l'Environnement, équivalent de l'actuel Ministère de l'Environnement japonais lors d'un remaniement du gouvernement Obuchi, et conserve son poste au sein du premier gouvernement Mori.
Elle prend sa retraite politique en 2007, et préside de 2009 à 2013 la Fédération japonaise des soins infirmiers.

## Prises de position
Infirmière de profession, Shimizu est très impliquée dans les problématiques liées à la santé. Au sein de son propre parti, elle crée une commission des questions infirmières, et œuvre à la Chambre des conseillers pour résoudre les différentes pénuries, humaines ou matérielles, rencontrées par les hôpitaux japonais.

## Vie privée
Alors qu'elle est étudiante, elle crée le premier club d'aviron féminin à l'université de Tokyo.